# Heliconius xanthocles
Heliconius xanthocles är en art av fjäril som beskrevs 1862 av Henry Walter Bates. Den ingår i släktet Heliconius och familjen praktfjärilar. Inga underarter finns listade i Catalogue of Life.

## Bildgalleri

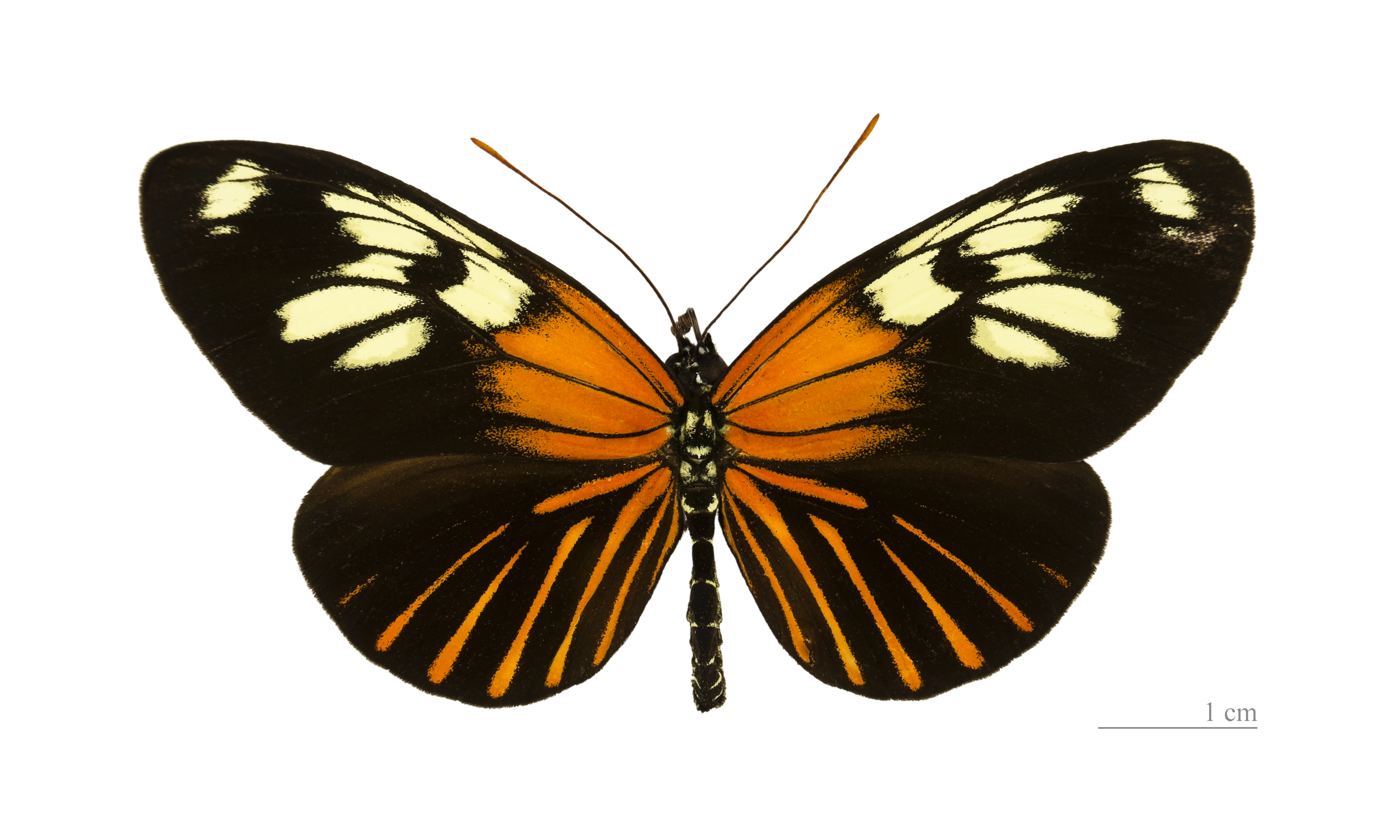
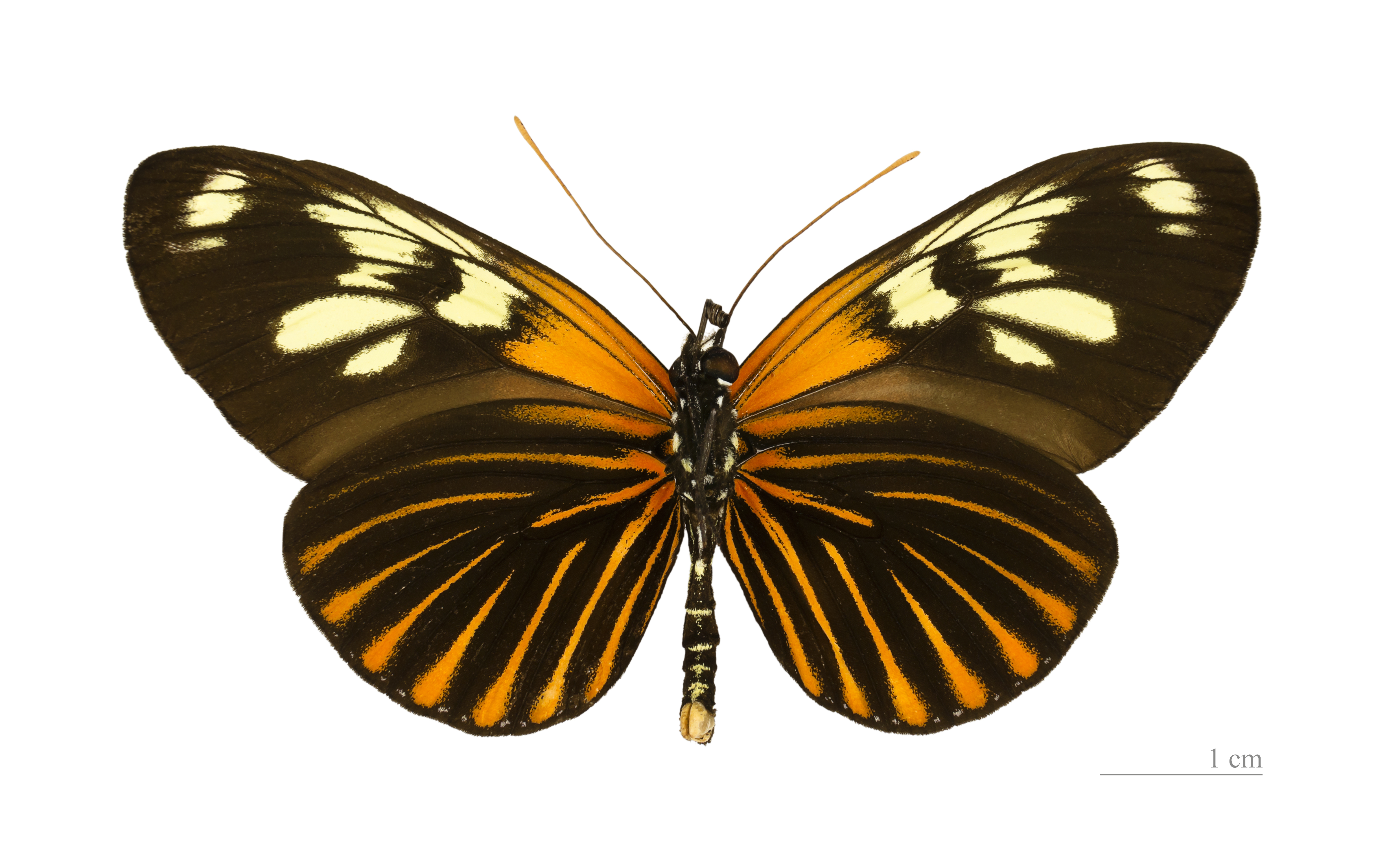